# Пахсарьян, Наталья Тиграновна
Ната́лья Тигра́новна Пахсарья́н (род. 17 ноября 1950, Нижний Тагил, Свердловская область, СССР) — советский и российский литературовед, специалист по зарубежной литературе, переводчик.
Доктор филологических наук (1992), профессор. Профессор кафедры истории зарубежной литературы МГУ имени М. В. Ломоносова (с 1993), ведущий научный сотрудник Отдела литературоведения ИНИОН РАН (с 2002).
Одна из авторов Большой Российской энциклопедии.

## Биография
Родилась 17 ноября 1950 года в Нижнем Тагиле Свердловской области в семье военнослужащего.
В 1967 году окончила школу № 79 ГСВГ в ГДР в Эберсвальде, где в то время служил её отец.
В 1973 году с отличием окончила романо-германское отделение филологического факультета Днепропетровского государственного университета.
В 1978 году в МГУ имени М. В. Ломоносова защитила диссертацию на соискание учёной степени кандидата филологических наук по теме «Творческая эволюция Т. А. д’Обинье и своеобразие художественного метода „Авантюр барона Фенеста“».
В 1992 году в МГУ имени М. В. Ломоносова защитила диссертацию на соискание учёной степени доктора филологических наук по теме «Генезис, поэтика и жанровая система французского романа 1690—1760-х гг.» (специальность 10.01.05 — литература стран Западной Европы, Америки и Австралии); официальные оппоненты — член-корреспондент АН СССР, доктор филологических наук, профессор Н. И. Балашов, доктор филологических наук, профессор Н. В. Забабурова и доктор филологических наук, профессор Ю. П. Уваров; ведущая организация — Одесский государственный университет. В диссертации на материале французской литературы развивается концепция зарождения и эволюции литературы рококо.
С 1993 года — профессор кафедры истории зарубежной литературы МГУ имени М. В. Ломоносова.
С 2002 года — ведущий научный сотрудник Института научной информации по общественным наукам РАН.
Член редакционной коллегии Реферативного журнала ИНИОН РАН.
Вице-президент Международной ассоциации исследования XVII века (МАИС) с 1999 г. Член Российского общества по изучению XVIII века с 1988 г., бюро этого общества с 2008 г., Международного общества по изучению XVIII века с 1992 г., Международного Кребийоновского общества с 2007 г., член Научной комиссии РАН по изучению творческого наследия И. В. Гёте.
Печатается с 1975 года.

## Научная деятельность
Ученица Л. Г. Андреева, Н. С. Шрейдер и Л. Я. Потёмкиной, с ними связаны ключевые этапы её пути в науке: с 2003 г. Пахсарьян более 10 лет проводила ежегодные Андреевские чтения памяти Л. Г. Андреева и готовила по их материалам периодические сборники «Литература XX века: итоги и перспективы изучения». Учителям посвящена её книга «Избранные статьи о французской литературы». Круг научных интересов составляют историческая поэтика пасторали и литературы рококо, popular literature, проблемы сравнительного изучения французской литературы.
Автор более 200 научных трудов, в том числе, 7 монографий, член специализированного диссертационного совета филологического факультета МГУ по истории зарубежной литературы. Под руководством Пахсарьян было защищено более 10 кандидатских диссертаций.

## Научные труды

### Монографии
- Актуальные проблемы изучения французского романа, 1690—1720-х гг.: Учеб. пособие. — Днепропетровск, 1989. — 52 с.
- Генезис, поэтика и жанровая система французского романа 1690—1760-х годов. — Днепропетровск, 1996. — 270 с.
- История зарубежной литературы XVII—XVIII веков: Учебно-методическое пособие. — М.: Изд-во РОУ, 1996. — 103 с.; 2-е изд.: 2001; 3-е изд.: 2003.
- Избранные статьи о французской литературе. — Днепропетровск: АРТ-ПРЕСС, 2010. — 256 с. ISBN 978-966-348-233-0

### Комментарии, подготовка изданий и сборников научных трудов
- Все произведения школьной программы в кратком изложении. Зарубежная литература. Составление и сопроводительные статьи Н. Т. Пахсарьян и Б. А. Гиленсона. М.: Олимп, 1997. 437 с.
- Бергсон. Сартр. Симон / Ред. перевода, статья и комм. Н. Т. Пахсарьян. — М.: Панорама, 2000.
- Французская поэзия в переводах Жуковского / Составление, вступительная статья и комментарии Н. Т. Пахсарьян. — М.: Рудомино; Радуга, 2001. — 256 с. С паралл. текстом на фр. яз. ISBN 5-05-004067-9
- Литература XX века. Итоги и перспективы изучения (Материалы Андреевских чтений. Вып. 1 — 10). М., 2003—2012 (издание продолжается).
- Новые переводы. Хрестоматия в помощь студентам-филологам. Составление и общая редакция Н. Т. Пахсарьян. — М.: Издательство УРАО, 2005. — 332 с.
- История зарубежной литературы XVII века: Учебное пособие. Под редакцией Н. Т. Пахсарьян. — М.: Высшая школа, 2005. 487 с.
- Сулье Ф. Мемуары Дьявола. Издание подготовили Е. В. Трынкина, Н. Т. Пахсарьян. — М.: Ладомир, Наука, 2006 (Литературные памятники). — 836 с.
- Постмодернизм: Что же дальше? Художественная литература на рубеже XX—XXI вв. Отв. ред. Е. В. Соколова, составители Н. Т. Пахсарьян, Е. В. Соколова. М., 2006. 323 с.
- Гендерная проблематика в современной литературе. Сборник научных трудов. М.: РАН ИНИОН. Центр гуманитарных научно-информационных исследований. Отдель литературоведения, 2010. (Серия «Теория и история литературоведения») ISBN 978-5-248-00529-1
- Человек: Образ и сущность. Гуманитарные аспекты. Ежегодник-2011: Современный человек: Движение к пасторали? Гл. ред. Л. В. Скворцов и др.; ред.-составители Н. Т. Пахсарьян, Г. В. Хлебников. М.: РАН ИНИОН, 2011. 300 с.
- Мишель Фуко и литература. Научный сборник. Отв. ред. Н. Т. Пахсарьян. Ред.-сост. Т. Н. Амирян, В. И. Демин. М., 2011. 92 с.
- Гюго Виктор. Ган исландец. Бюг-Жаргаль. Издание подготовила Н. Т. Пахсарьян. М.: Ладомир-Наука, 2013. (Литературные памятники).
- Готье Теофиль. Романическая проза. Вступительная статья Н. Т. Пахсарьян. М.: Ладомир, Наука, 2013. (Литературные памятники).
- XVIII век: топосы и пейзажи: сб. ст. / Под ред. Н. Т. Пахсарьян. СПб.: Алетейя, 2014. 568 с., ил. ISBN 978-5-906705-82-2
- Луве де Кувре. Любовные похождения шевалье де Фобласа. Ответственный редактор Н. Т. Пахсарьян. Серия «Литературные памятники». М.: Ладомир-Наука, 2015. 675 с. (Литературные памятники).
- XVIII век как зеркало других эпох. XVIII век в зеркале других эпох. Сборник статей / Под ред. Н. Т. Пахсарьян. СПб.: Алетейя, 2016. 758 с., ил. ISBN 978-5-906860-58-3
- Мадам д’Онуа. Кабинет фей. Отв. ред. Н. Т. Пахсарьян. М.: Ладомир-Наука, 2015. 1000 с. (Литературные памятники)
- Казот Жак. Продолжение «Тысячи и одной ночи». Кн. 1-2 / Изд. подг. Н. Т. Пахсарьян, Е. В. Трынкина. — М.: Наука; Ладомир, 2018. — 610 с., 566 с. (Литературные памятники)
- Мишле Жюль. История Французской революции в шести томах. Изд. подг. Н. Т. Пахсарьян, Ю. В. Гусева А. В. Гордон. М.: Ладомир-Наука, 2022. 4041 с.

### Статьи
- Лакло, Пьер Амбруаз Франсуа Шодерло де : [арх. 3 января 2023] / Пахсарьян Н. Т. // Крещение Господне — Ласточковые [Электронный ресурс]. — 2010. — С. 619. — (Большая российская энциклопедия : [в 35 т.] / гл. ред. Ю. С. Осипов ; 2004—2017, т. 16). — ISBN 978-5-85270-347-7.
- Пеги, Шарль : [арх. 24 ноября 2022] / Пахсарьян Н. Т. // П — Пертурбационная функция [Электронный ресурс]. — 2014. — С. 501. — (Большая российская энциклопедия : [в 35 т.] / гл. ред. Ю. С. Осипов ; 2004—2017, т. 25). — ISBN 978-5-85270-362-0.
- Нива (Nivat) Жорж : [арх. 24 января 2022] / Н. Т. Пахсарьян // Большая российская энциклопедия [Электронный ресурс]. — 2020.

## Просветительская и публицистическая деятельность
В 2002 году во время нападок на писателя Владимира Сорокина и уголовных дел, инициированных «Идущими вместе», Пахсарьян вместе с филологом Александром Николюкиным выступила с критикой экспертного заключения редакции журнала «Видео-Асс» Владимира Борева, обнаружившей порнографию в сорокинских текстах. По словам Пахсарьян, в заключении не было ни анализа проблематики, ни цитат, а в сформулированном экспертами определении порнографии не было литературных параметров, однако присутствовало слово «цель», которое приписывало автору намерение продемонстрировать в тексте физиологию совокуплений. «Судить за замысел, за намерение — это сталинизм», указала Пахсарьян.
Принимала участие в нескольких выпусках программы Виктора Ерофеева «Апокриф» на телеканале «Культура», а также в программах «Игра в бисер» с Игорем Волгиным, посвящённых книгам «Гаргантюа и Пантагрюэль» Франсуа Рабле, «Жизнь» Ги де Мопассана, «Опасные связи» Шодерло де Лакло, и других.
В 2015-16 гг. выступала в программе «Объект 22» в эфире радиостанции «Маяк» с рассказами о творчестве лауреатов Нобелевской премии по литературе Фредерика Мистраля и Мориса Метерлинка. С 2019 г. сотрудничает с Армянским музеем Москвы и культуры наций. С 2020 г. пишет для сайта «Горький»